# Alex Sandro Mendonça dos Santos
Alex Sandro Mendonça dos Santos, mais conhecido como Cicinho (Jundiaí, 4 de agosto de 1986), é um ex-futebolista brasileiro que atuava como lateral-direito.
No Capivariano, sua segunda equipe na base, ganhou o apelido, em homenagem ao também lateral Cicinho.

## Carreira
Cicinho teve passagem pelas categorias de base da Portuguesa, Ferroviária e Ituano, onde estreou profissionalmente de forma oficial em 2006, antes de chegar ao Oeste FC, em 2007, onde começou a se destacar.

### Santo André
Em maio de 2008, depois de realizar uma boa campanha com o Oeste, clube que foi vice-campeão do Campeonato Paulista da Série A2, Cicinho foi contratado pelo Santo André e fez parte do elenco que acabou sendo vice-campeão do Campeonato Brasileiro da Série B, garantindo vaga para a disputa da Série A do Campeonato Brasileiro de 2009.
Foi vice-campeão do Paulistão 2010, perdendo na final para o Santos de Neymar, Robinho e Paulo Henrique Ganso.

### Palmeiras
No dia 13 de janeiro de 2011, o Palmeiras anunciou oficialmente a contratação por empréstimo do lateral-direito até o fim de 2011 (porém no final do empréstimo foi contratado em definitivo). No seu primeiro jogo com a camisa do clube, contra o Ituano no dia 20 de janeiro de 2011, fez uma ótima partida e, quando foi substituído, a torcida o aplaudiu de pé. O técnico Luis Felipe Scolari também gostou muito da atuação do jogador. Em uma entrevista, Cicinho disse que ficou arrepiado quando a torcida gritou seu nome e que já até pensava em encerrar a carreira no alviverde.
| “ | Para mim, foi a maior felicidade do mundo quando eu assinei o contrato. Não queria nem acreditar. Queria acreditar só quando eu estiver assinado. E é isso que eu vou fazer sempre. A torcida é grande e eu nunca joguei em time grande. Eu vi a multidão me aplaudindo e até me arrepiei. Se depender de mim, encerro a minha carreira aqui. | ” |

Fez seu primeiro gol com a camisa palmeirense no dia 30 de janeiro, na vitória por 2x0 contra a Portuguesa pelo Campeonato Paulista de 2011. Em julho de 2011, o lateral teve 50% dos direitos econômicos adquiridos pelo Palmeiras e fez novo contrato válido até 31 de julho de 2015 com o clube paulistano.
Um ano depois, perdeu a condição de titular da equipe, mas foi campeão invicto da Copa do Brasil de 2012. O título representou a primeira conquista nacional do Palmeiras em 12 anos.

### Sevilla

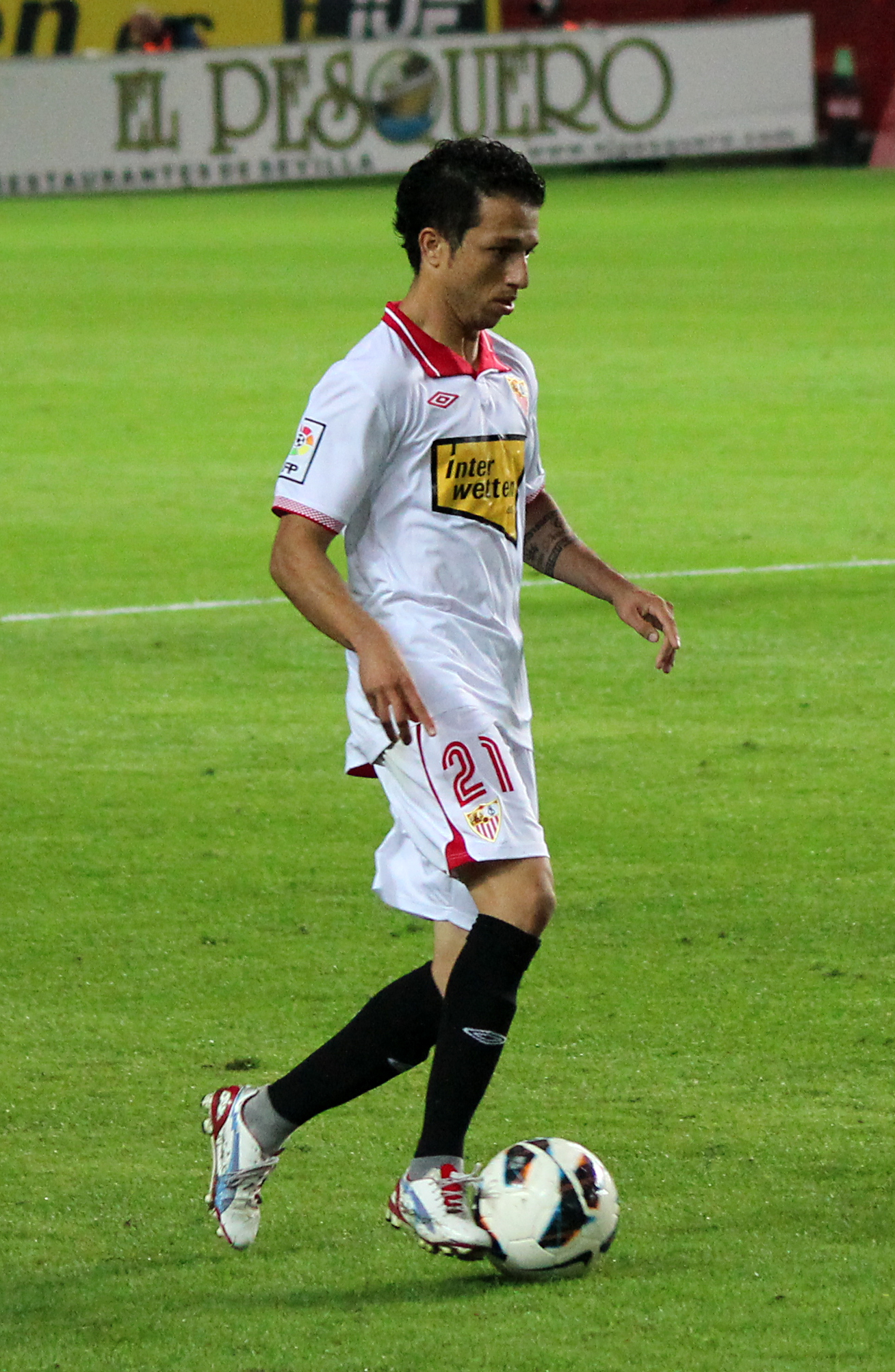
Cicinho atuando pelo Sevilla.

Em 30 de julho de 2012, Cicinho foi anunciado como novo reforço do Sevilla, vendido por 2 milhões de euros (cerca de R$ 5 milhões), divididos entre Palmeiras e Oeste, time que detinha 50% dos direitos econômicos do jogador, assinando contrato até junho de 2016. No dia 23 de outubro de 2012, Cicinho foi o nome da vitória do Sevilla por 3x2 sobre o Mallorca, deu uma assistência e marcou o gol que selou o triunfo.
Suas boas atuações chamaram a atenção do Milan, que por pouco não o contratou, mas uma lesão sofrida na última partida da temporada 2012/13, que o deixou afastado dos gramados por quase oito meses, acabou atrapalhando a transferência.
Pelo Sevilla, o lateral-direito foi campeão da Liga Europa 2013/14.
Em 2015, Cicinho passou por empréstimo pelo Numancia, no qual fez sucesso.

### Bahia
No dia 28 de julho de 2015, o Bahia comunica a contratação Cicinho como novo reforço, com a duração do contrato até maio de 2016.
Atrapalhado por lesões, acabou não se firmando em Salvador e deixou o clube.

### Oeste
Seu último clube foi o Oeste, em 2019.

## Vida pessoal
Cicinho é irmão do jogador Cabreúva, da Seleção Brasileira de Futsal.

## Títulos
Santo André
- Campeonato Paulista - Série A2 (1): 2008

Palmeiras
- AEGON AJAX Internacional Challenge (1): 2012[12]
- Copa do Brasil (1): 2012

Sevilla
- Liga Europa da UEFA: 2013–14

## Prêmios individuais
- Melhor lateral-direito do Campeonato Paulista: 2011

## Curiosidades
- No dia 13 de abril de 2011, em um jogo pela Copa do Brasil, contra seu ex clube Santo André, Cicinho precisou ser atendido devido a efeitos de uma bomba de gás lacrimogêneo lançada pela Polícia Militar no lado de fora do estádio.[13]
- No dia 26 de junho de 2011, em um jogo pelo Campeonato Brasileiro, contra o Ceará, foi substituído aos 30 minutos do primeiro tempo para atendimento a uma estranha lesão, formigamento nas duas pernas.[14]